# Cantone di Poncin
Il Cantone di Poncin era una divisione amministrativa dell'arrondissement di Nantua con capoluogo Poncin.
A seguito della riforma approvata con decreto del 13 febbraio 2014, che ha avuto attuazione dopo le elezioni dipartimentali del 2015, è stato soppresso.

## Composizione
Comprendeva 9 comuni:
- Boyeux-Saint-Jérôme
- Cerdon
- Challes-la-Montagne
- Jujurieux
- Labalme
- Mérignat
- Poncin
- Saint-Alban
- Saint-Jean-le-Vieux